# South Atlantic Anomaly Probe
O programa South Atlantic Anomaly Probe (SAAP), foi concebido pela NASA em 1968 para aumentar a segurança dos voos tripulados do Projeto Apollo.
O projeto teve a assistência, para os lançamentos dos foguetes de sondagem à partir do Brasil, da 
Comissão Nacional de Atividades Espaciais (CNAE) e do Centro de Lançamento da Barreira do Inferno (CLBI).

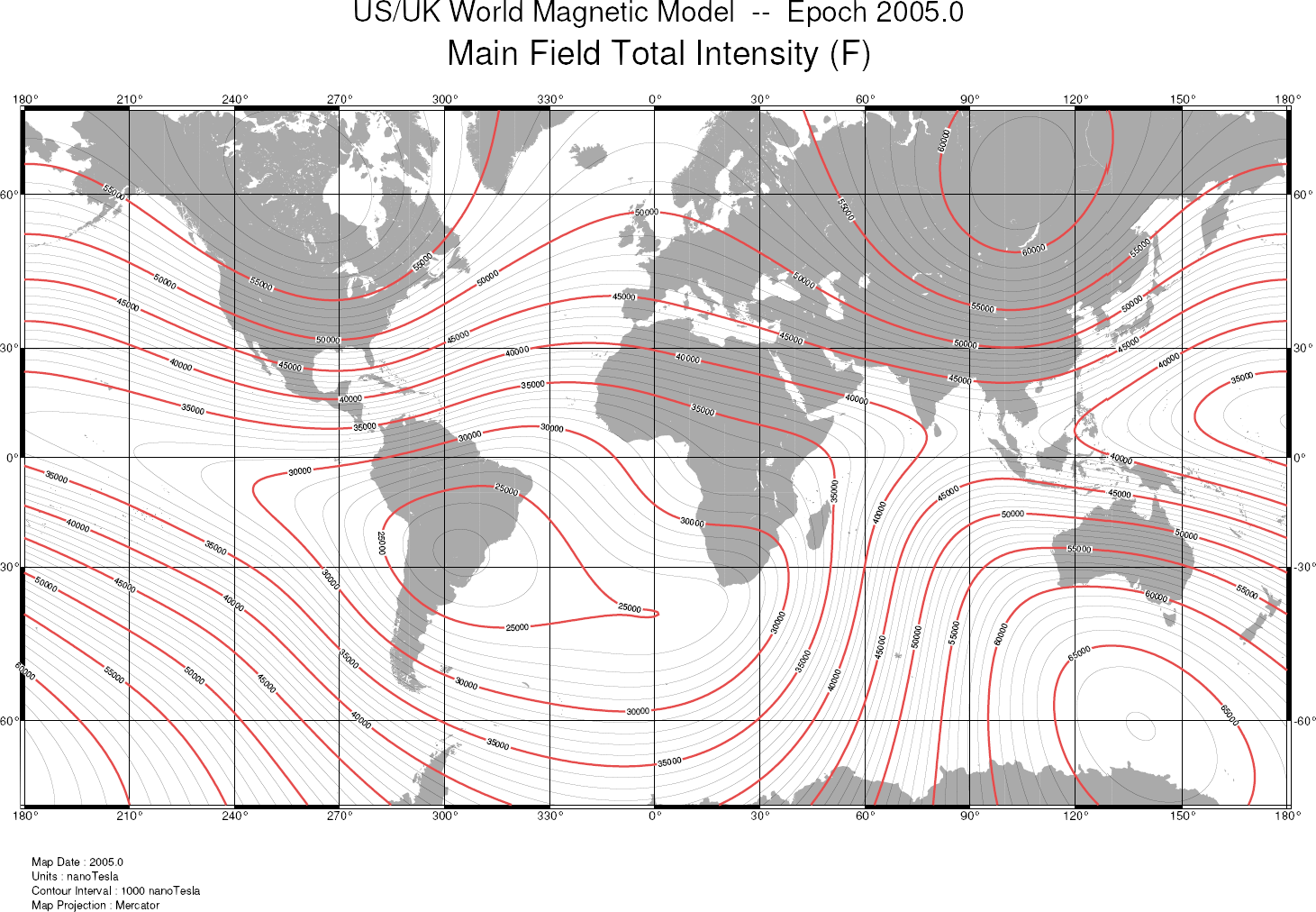
Nesse mapa magnético da Terra, fica evidente a área de Anomalia do Atlântico Sul.

O objetivo básico do projeto, era obter uma avaliação de resposta rápida ("fast response") sobre as possíveis influências da radiação capturada pela 
Anomalia do Atlântico Sul, sobre as espaçonaves tripuladas lançadas de Cabo Canaveral, que em geral,
passavam sobre esta região na sua trajetória de ascensão. No caso do Projeto Apollo, isso era essencial para garantir a segurança dos astronautas. 

## O Plano Original
O programa, na sua concepção original, consistia de lançamentos de foguetes de sondagem a uma frequencia de um a cada ano, à partir de Junho de 1968, com o 
objetivo de recolher dados sobre os efeitos da radiação acumulada sobre a área da Anomalia do Atlântico Sul e transmitir esses dados para o Manned Spacecraft Center (MSC) 
(atualmente Lyndon B. Johnson Space Center), em Houston, Texas.

## A Evolução
A medida que o Projeto Apollo progredia, o projeto SAAP também evoluiu, de forma a permitir que: por ocasião dos lançamentos de naves tripuladas 
a partir do Cabo Canaveral, a equipe da Barreira do Inferno, 
mantivesse um foguete Black Brant IV  pronto para lançamento. Nesses períodos, seria mantida uma escuta de rádio com o 
Manned Spacecraft Center (MSC), e dependendo das previsões de anomalias nas radiações solares, haveria ou não solicitação de um lançamento. Ou seja, 
deveria ser possível efetuar um lançamento em até 24 horas após o aviso, ou em apenas 90 minutos durante os períodos de missões do 
Projeto Apollo.

## Características
O foguete lançador do SAAP era o Black Brant IV, um foguete de dois estágios de combustível sólido, de pouco mais de 11 m de altura, fabricado 
pela Bristol Aerospace, e fornecidos ao Brasil por contrato desta com a NASA. Sua missão era impulsionar a carga útil à
cerca de 888 km de altitude.

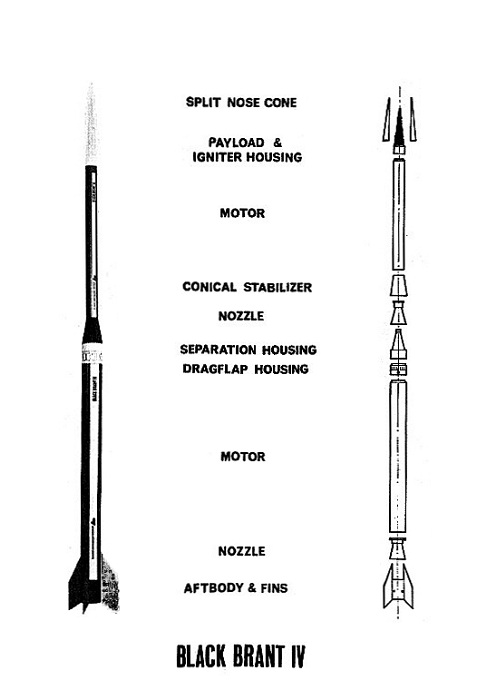
O foguete Black-Brant-IV usado para lançar os experimentos do projeto SAAP.

A carga útil com os instrumentos, pesava cerca de 36 kg, consistia de: três câmaras de ion com dosimetria, um tubo de medidor geiger com spectrômetro,  
e um detector de ions pesados. O motivo das três câmaras de ion, era para efetuar as medições sobre amostras diferentes de proteção:
a primeira não teria proteção alguma, a segunda, teria uma proteção de espessura igual à do Módulo Lunar, e a terceira, com uma 
proteção de espessura igual à do Módulo de Comando.

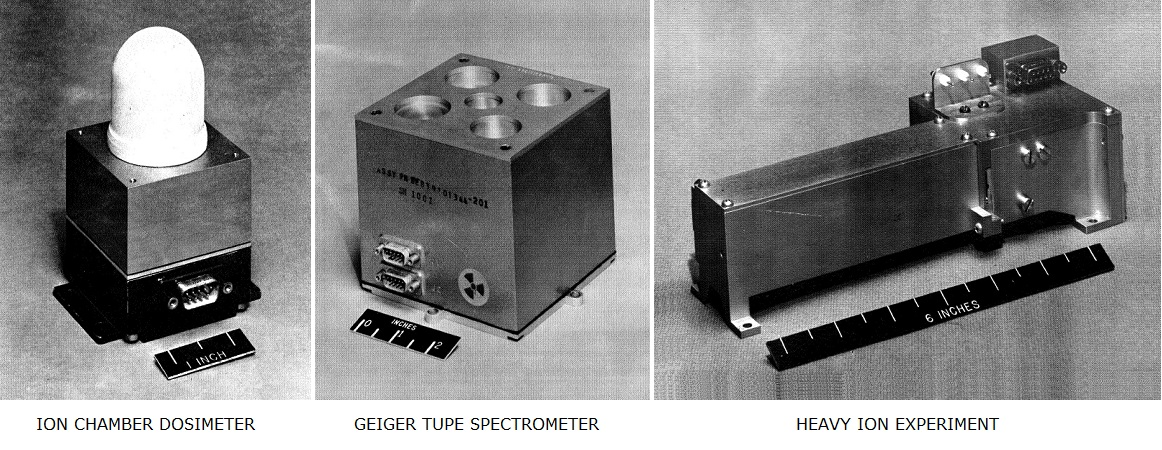
O conjunto de instrumentos usados na obtenção de dados para o projeto SAAP.

As medições se iniciavam quando o foguete atingia 110 km de altitude aos 50 segundos de voo. Os instrumentos
transmitiam os dados para as estações de terra, gravados em fitas magnéticas e enviados para análise no MSC.

## Responsablidades
Quanto às responsabilidades de cada instituição:
- A divisão de física espacial do Manned Spacecraft Center, que projetou e fabricou os instrumentos, dirigia o programa.
- A empresa canadense Bristol Aerospace Ltd., forneceu o foguete Black Brant IV e o necessário treinamento para a equipe brasileira.
- O GETEPE e a CNAE coordenaram as atividades no Brasil.
- O CLBI em Natal foi o responsável pelos lançamentos.